# New York City Marathon 1972
De New York City Marathon 1972 werd gelopen op zondag 1 oktober 1972. Het was de derde editie van deze marathon.
De wedstrijd werd bij de mannen gewonnen door de Amerikaan Robert Karlin met een tijd van 2:27.53. Zijn landgenote Nina Kuscsik won bij de vrouwen in 3:08.42.
De regels van de AAU waren in 1972 gewijzigd, zodat vrouwen voor de eerste maal officieel mochten deelnemen aan een marathon, maar ze moesten wel apart starten, tien minuten voor of na de mannen. Bij de start van de marathon veranderden Kuscsik en de vijf andere vrouwelijke deelnemers de sport voor altijd. Ze stonden samen aan de startlijn in Central Park en toen het startschot ging, zetten ze zich neer uit protest tegen de aparte startstatus van vrouwen. Nadat ze hun verhaal aan de pers gedaan hadden, stonden de dames op en begonnen te rennen. Een jaar jater werd de "aparte start"-regel verwijderd.
In totaal finishten 187 marathonlopers de wedstrijd, waarvan 185 mannen en twee vrouwen.

## Uitslagen

### Mannen
| rang   | naam             | land | tijd    |
| ------ | ---------------- | ---- | ------- |
| Goud   | Robert Karlin    | USA  | 2:27.53 |
| Zilver | Glenn Appell     | USA  | 2:32.51 |
| Brons  | Pat Bastick      | USA  | 2:33.42 |
| 4      | William Bragg    | USA  | 2:33.55 |
| 5      | Arthur Hall      | USA  | 2:37.22 |
| 6      | Augustin Calle   | USA  | 2:39.17 |
| 7      | Jim Mcdonagh     | USA  | 2:42.34 |
| 8      | Orlando Martinez | USA  | 2:42.38 |
| 9      | David Faherty    | USA  | 2:43.36 |
| 10     | Charles Collier  | USA  | 2:43.38 |

### Vrouwen
| rang   | naam             | land | tijd    |
| ------ | ---------------- | ---- | ------- |
| Goud   | Nina Kuscsik     | USA  | 3:08.42 |
| Zilver | Patricia Barrett | USA  | 3:29.33 |

1970 ·
1971 ·
1972 ·
1973 ·
1974 ·
1975 ·
1976 ·
1977 ·
1978 ·
1979 ·
1980 ·
1981 ·
1982 ·
1983 ·
1984 ·
1985 ·
1986 ·
1987 ·
1988 ·
1989 ·
1990 ·
1991 ·
1992 ·
1993 ·
1994 ·
1995 ·
1996 ·
1997 ·
1998 ·
1999 ·
2000 ·
2001 ·
2002 ·
2003 ·
2004 ·
2005 ·
2006 ·
2007 ·
2008 ·
2009 ·
2010 ·
2011 ·
2012 · 
2013 ·
2014 ·
2015 ·
2016 ·
2017 ·
2018 ·
2019 ·
2020 · 
2021 ·
2022 ·
2023 ·
2024